# Rishikesh

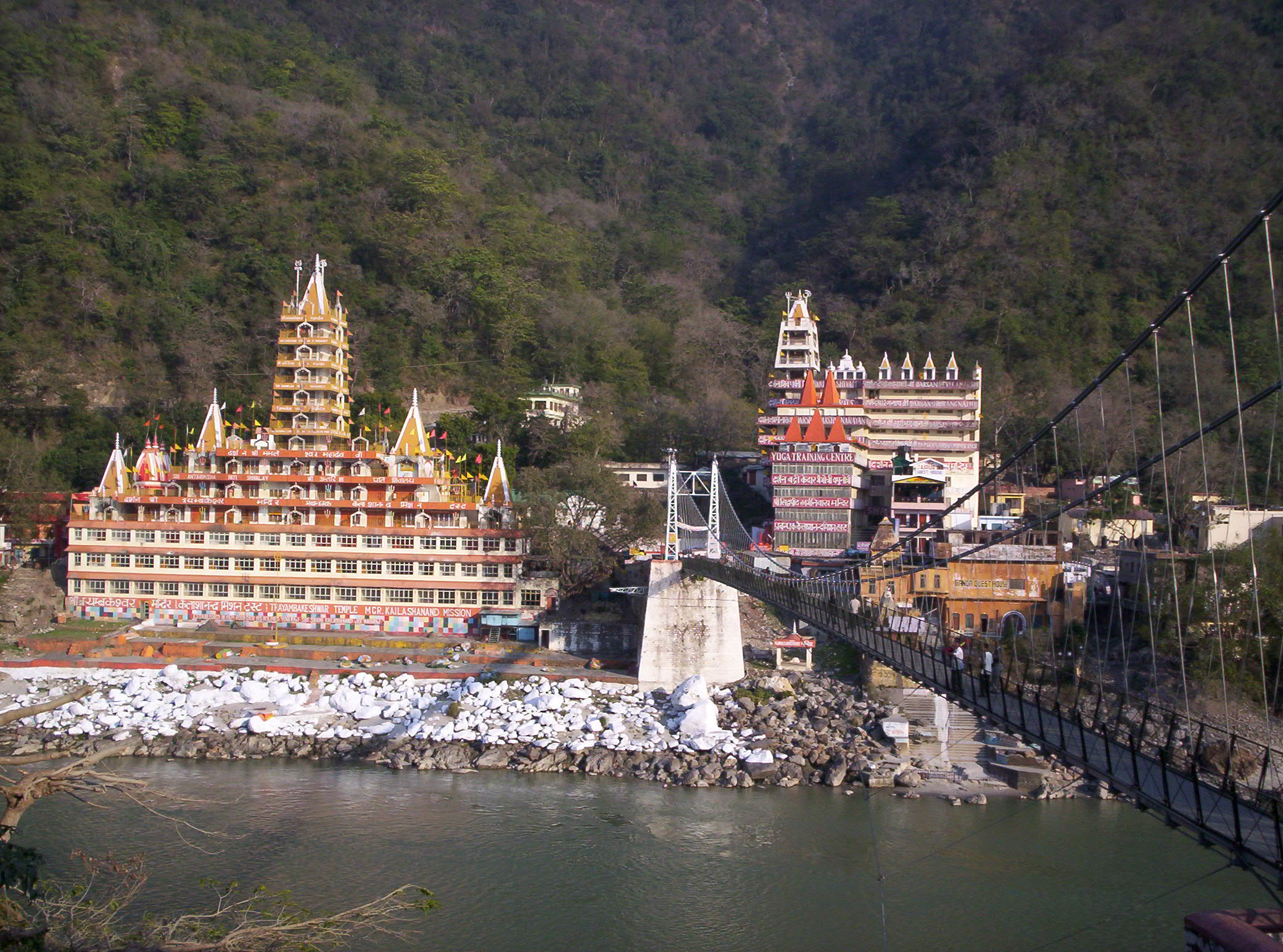
Rishikesh vid Ganges.

Rishikesh (hindi ऋषिकेश) är en stad i Indien. Den är belägen vid Ganges och tillhör distriktet Dehradun i delstaten Uttarakhand. Rishikesh är administrativ huvudort för en tehsil (en kommunliknande enhet) med samma namn som staden. Folkmängden uppgick till 70 499 invånare vid folkräkningen 2011, med förorter 102 469 invånare. Rishikesh är en helig stad enligt hinduismen och många vallfärdar dit varje år.